# Richard Descoings
Richard Jean Marc Descoings (* 23. Juni 1958 in Paris; † 3. April 2012 in New York) war ein französischer Staatsbeamter.
Er war von 1996 bis 2012 als Direktor des Institut d’études politiques de Paris und oberster Verwalter der Fondation nationale des sciences politiques tätig. Das Institut d’études politiques de Paris und die Fondation nationale des sciences politiques werden zusammen als Sciences Po bezeichnet. Descoings war auch als Regierungsberater tätig.

## Leben
Descoings kam aus einer bürgerlichen Familie. Seine Eltern waren Ärzte. Als Schüler besuchte Descoings die besten Lycées Frankreichs, nämlich das Lycée Montaigne, das Lycée Louis-le-Grand und das Lycée Henri IV. Descoings war ein exzellenter Schüler, musste aber das Lycée Louis-le-Grand verlassen, da sein Mathematiklehrer der Meinung war, Descoings verfüge über keinerlei analytische Fähigkeiten und sei nicht imstande, dem Unterricht in den höheren Klassen zu folgen. Dennoch schloss er sein Baccalauréat mit Mention très bien ab. Nach dem Besuch einer classe préparatoire (französische Schule zur Vorbereitung auf die Grandes Écoles) studierte er bis 1980 am Institut d’études politiques de Paris, wo er sein Diplom mit summa cum laude erhielt. Nach mehreren gescheiterten Versuchen wurde er 1983 schließlich an der École nationale d’administration angenommen, wo er zu den zehn besten Studenten seines Jahrgangs zählte. Dies ermöglichte ihm, beim Conseil d’État angestellt zu werden.

### Karriere
Von 1985 bis 1989 arbeitete er als Wirtschaftsprüfer im Conseil d’État, und im Jahre 1987 wurde er zudem Sonderberater von Alain Lancelot, dem damaligen Direktor des Institut d’études politiques de Paris. Zudem lehrte er selbst am Sciences Po als Maître de conférences für öffentliches Recht.
Zum stellvertretenden Direktor des Institut d’études politiques de Paris wurde er 1989 ernannt und blieb auf diesem Posten, bis er 1991 Berater des Conseil d’État wurde. In dieser Funktion arbeitete er von 1991 bis 1993 als Berater des Bildungsministeriums in Budgetfragen.
Zwischen 1993 und 1996 war er stellvertretender Berichterstatter des Conseil d’État in Bildungsfragen und ebenfalls Mitglied der Arbeitsgruppe für die Organisation des Staates. 1995 arbeitete er als Bevollmächtigter der juristischen Ausbildung im Conseil d’État, bis er schließlich 1996 Direktor von Sciences Po wurde. 2000 wurde er zudem Regierungsberater, was er bis zuletzt war. Nach der Wahl von Nicolas Sarkozy wurde darüber spekuliert, dass Descoings an die Spitze einer Kommission zur Gleichstellung von sozialen Chancen und positiver Diskriminierung berufen werden solle.

### Sciences Po
Descoings’ erste Reformen, die Internationalisierung der Hochschule und die Verlängerung des Studiums auf fünf Jahre, wurden gut aufgenommen. Die darauf folgenden waren um einiges kontroverser und machten aus ihm eine in den Medien oft erwähnte und zitierte Person, der man politische Ambitionen nachsagte.
- 2001 beschloss Descoings, ein Aufnahmekontingent von Sciences Po für Schüler aus den „ZEP“ (Problemvierteln) zu reservieren. Diese Handlung warf eine Debatte über die in Frankreich weit verbreitete positive Diskriminierung auf. Mehrere Studentenbünde reichten Klage beim Pariser Verwaltungsgericht ein, um diese Maßnahme zu annullieren; sie scheiterten jedoch.
- 2004 wurden die Studiengebühren erhöht, um ein großzügigeres Stipendiumsystem einführen zu können. Dies war wieder eine Maßnahme zur Sicherung der „sozialen Gerechtigkeit“. Kinder reicher Eltern mussten bis zu 5150 € pro Jahr bezahlen, dafür wurden mehr Stipendien an Studenten aus unteren Einkommensschichten vergeben. Dieser Maßnahme folgten wieder Proteste durch Studentenverbände, die sich über die ungleichmäßige Erhöhung der Studiengebühren beklagten.
- Am 8. Februar 2005 empfing Descoings Condoleezza Rice in der Fondation nationale des sciences politiques. Sie hielt hier ihre einzige Rede auf ihrer ersten Europareise als Außenministerin.

2009 wurde er von der Académie de la Carpette anglaise gerügt, weil er für bestimmte Studiengänge ausschließlich englischsprachige Veranstaltungen einführen wollte. Außerdem korrespondierte er mit dem Französischen Gymnasium in Madrid auf Englisch.

### Tod
Descoings war anlässlich eines vom Generalsekretär der Vereinten Nationen organisierten Treffens in New York City («Global Colloquium of University Presidents»); von Direktoren von Grandes Écoles und Universitäten. Er wurde am 3. April 2012 in seinem Hotelzimmer tot aufgefunden. Er starb an den Folgen eines Herzinfarkts. Descoings litt an hohem Blutdruck.

## Auszeichnungen
Als Anerkennung seiner Dienste für die französische Republik wurde er mit dem Ordre national du Mérite und dem Ordre des Palmes Académiques ausgezeichnet. Descoings wurde ebenfalls mit dem brasilianischen Rio-Branco-Orden (Ordem de Rio Branco) geehrt. Zudem hielt er Ehrendoktorschaften zahlreicher europäischer und amerikanischer Universitäten inne.

## Veröffentlichungen
- Sciences Po. De la Courneuve à Shanghai. Presses de Sciences Po, Paris 2007.